# بيير بيتي
بيير بيتي (بالفرنسية: Pierre Petit) هو سياسي فرنسي، ولد في 22 يناير 1930. حزبياً، نشط في التجمع من أجل الجمهورية. وقد انتخب عضو مجلس جهوي وانتخب رئيس بلدية ‏ وانتخب نائب فرنسي.